# Lijst van begrafenissen bij de Kremlinmuur
Dit is een lijst van begrafenissen bij de Kremlinmuur. De Kremlinmuur-begraafplaats was de nationale begraafplaats van de Sovjet-Unie. Begrafenissen bij de Kremlinmuur vonden plaats van 1917 tot 1985.
| begrafenissen 1917-1927 | begrafenissen 1917-1927 |
| graf                    | naam |
| ----------------------- | --- |
| 1                       | A. I. Vantorin, P. G. Tjapkin, I. S. Jerov, H. M. Snegirev, Vladimir Zagorski (1919), A. Nikolajeva, I. M. Ignatova, M. Volkova, S. Arafosjin, S. Gorjoenov, I. Doedinski, Ks. Zvonov                         |
| 2                       | I. Zimin, I. Ivanov, S. Kokorev, A. Kosarev, N. N. Kropotov, A. N. Chaldina, G. V. Titov, Mark Mokrjak (1919), P. Kospjanik, V. Krasjenilnikov, A. Lesjikov, F. Lizenko                                       |
| 3                       | Anton Chorak (1918), F. Lysenkov, I. Petoechov, V. Romanov, G. N. Razorepov-Nikitin, Aleksandr Safonov (1919), Ks. Kolbin, A. L. Krasj, M. Ryzjev, A. Smirnov, F. Sologoedinov, Ks. Sopljakov                 |
| 4                       | S. Fjodorov, S. Chochlov, S. Tsipljakov, V. Sjefarjevitsj, Vadim Podbelski (1920), Aleksandr Koetsjoetenkov (1918), I. M. Valdovski, Jegor Sjvyrkov, Nikolaj Prjamikov, F. Drozdov, D. Jesoelov, G. V. Tomski |
| 5                       | A. A. Soecharev, G. L. Jelagin, I. G. Stepatsjev, Inessa Armand (1920), John Reed (1920), Ivan Roesakov (1921), Semjon Pekalov (1918), Ks. Stefanovitsj, K. Volski, Ks. Tarajev                               |
| 6                       | Viktor Nogin (1924), Lev Karpov (1921), Vitali Kovsjov (1920), Vasili Lichatsjov (1924), Van Tsjzjan |
| 7                       | D. M. Vorovskaja, Vatslav Vorovski (1922), Nariman Narimanov (1924), Pjotr Vojkov (1927), Anton Stankevitsj (1919), P. A. Zasoechin, D. I. Ioeditsjev, S. P. Kapelin, I. V. Kotov                             |
| 8                       | P. P. Sjerbakov, Pavel Andrejev (1917), A. A. Kireev, M. Draoedyn, Ivan Chomjakov (1920), Michail Janysjev (1920), L. A. Lisinova, Ivan Smilga (1918), V. J. Morozov, S. A. Sjirjajev, L. F. Michailov        |
| 9                       | A. P. Saporosjez, Jakov Botsjarov (1920), A. T. Timofejev, Augusta Aasen (1920) |
| 10                      | G. Timofejev, A. A. Injoesjev, I. Gavrikov, M. T. Oesoltsev |
| 11                      | T. A. Baskakov, S. V. Vladimirov, T. F. Nedelkin, N. R. Troenov, V. J. Vojtovitsj |
| 12                      | A. Sacharov, Fjodor Sergejev (1921), J. N. Siloenov, A. P. Voronov, I. A. Nazarov, G. A. Skvortsov |
| 13                      | Ivan Zjilin (1922), Ivan Konstantinov (1921), Valerjan Abakovski (1921), Paul Freeman (1921) |
| 14                      | O. Vever, O. K. Virzemnek, I. E. Zweinek, Heinrich Zweinek (1919), Jefim Afonin (1922), Otto Stroepat (1921), Oskar Helbrich (1921), John William Hewlett (1921), Aleksandr Kvardakov (1918), Ks. Stepanov    |
| 15                      | Aleksandr Gadomski (1918), Felix Barasevitsj (1918) |

| begrafenissen 1918-1927 | begrafenissen 1918-1927 |
| jaar                    | naam |
| ----------------------- | --- |
| 1918                    | slachtoffers van de Burgeroorlog: Ivan Smilga, Anton Chorak, Aleksandr Kvardakov, Aleksandr Koetsjoetenkov, Felix Barasjevitsj, Aleksandr Gadomski militieleden gedood tijdens de Zamoskvoretsje-gevechten: Semjon Pekalov, Jegor Sjvyrkov, Nikolaj Prjamikov |
| 1919                    | Jakov Sverdlov slachtoffers van de Burgeroorlog: Anton Stankevitsj, Mark Mokrjak, Heinrich Zweinek; twaalf slachtoffers van de Leontjevski-bomaanslag, waaronder Vladimir Zagorski                                                                            |
| 1920                    | Inessa Armand, Jakov Botsjarov, Vitali Kovsjov, Ivan Chomjakov, Aoegoesta Aasen, John Reed, Michail Janysjev, Vadim Podbelski |
| 1921                    | Ivan Roesakov, Lev Karpov, de zeven slachtoffers van het Aerovagon-ongeluk (Valerjan Abakovski, Paul Freeman, Oskar Helbritsj, John William Hewlett, Ivan Konstantinov, Fjodor Sergejev, Otto Stroepat)                                                       |
| 1922                    | Jefim Afonin, Ivan Zjilin |
| 1923                    | Vatslav Vorovski |
| 1924                    | Vasili Lichatsjov, Victor Nogin |
| 1925                    | Michail Froenze, Nariman Narimanov |
| 1926                    | Feliks Dzerzjinski |
| 1927                    | Pjotr Vojkov |

| bijzettingen van urnen 1925-1984 | bijzettingen van urnen 1925-1984 | bijzettingen van urnen 1925-1984 |
| jaar                             | aantal                           | namen |
| -------------------------------- | -------------------------------- | --- |
| 1925                             | 1                                | Miron Vladimirov |
| 1926                             | 1                                | Leonid Krasin |
| 1927                             | 2                                | Arthur MacManus, Charles Ruthenberg |
| 1928                             | 4                                | Bill Haywood, Jenő Landler, Ivan Skvortsov-Stepanov, Aleksandr Tsjoeroepa                                                                                   |
| 1929                             | 1                                | Jānis Lepse |
| 1931                             | 2                                | Michail Michailov-Ivanov, Vladimir Trjandafilov |
| 1932                             | 5                                | Koeprjan Kirkizj, Michail Larin, Michail Pokrovski, Aleksandr Stopani, Pēteris Stučka                                                                       |
| 1933                             | 8                                | Pjotr Baranov, Abram Goltzman, Sergej Goesev, Sen Katajama, Anatoli Loenatsjarski, Michail Olminski, Aleksej Sviderski, Clara Zetkin                        |
| 1934                             | 5                                | Osoavjachim-1-bemanning (Pavel Fedosejenko, Ilja Oesyskin, Andrej Vasenko), Valerjan Dovgalevski, Sergej Kirov, Vjatsjeslav Menzjinski, Alexander Steinhart |
| 1935                             | 3                                | Valerjan Koeybysjev, Pjotr Smidovitsj, Ivan Tovstoecha |
| 1936                             | 4                                | Maksim Gorki, Fritz Heckert, Sergej Kamenev, Aleksandr Karpinski                                                                                            |
| 1937                             | 2                                | Grigori Ordzjonikidze, Marja Oeljanova |
| 1938                             | 1                                | Valeri Tsjkalov |
| 1939                             | 3                                | Nadezjda Kroepskaja, Polina Osipenko, Anatoli Serov |
| 1943                             | 4                                | Grigori Kravtsjenko, Konstantin Pamfilov, Marina Raskova, Jemeljan Jaroslavski                                                                              |
| 1944                             | 1                                | Klavdija Nikolajeva |
| 1945                             | 2                                | Boris Sjaposjnikov, Aleksandr Sjtsjerbakov |
| 1946                             | 1                                | Vladimir Potjomkin |
| 1947                             | 2                                | Vasili Vachroesjev, Rosalja Zemljatsjka |
| 1949                             | 1                                | Fjodor Tolboechin |
| 1951                             | 2                                | Michail Vladimirski, Aleksandr Jefremov |
| 1953                             | 1                                | Lev Mechlis |
| 1954                             | 3                                | Anatoli Koezmin, Matvej Sjkirjatov, Andrej Vysjinski |
| 1955                             | 1                                | Leonid Govorov |
| 1956                             | 4                                | Ivan Lichatsjov, Ivan Nosenko, Pavel Joedin, Avraami Zavenjagin                                                                                             |
| 1957                             | 2                                | Vjatsjeslav Malysjev, Sergej Zjoek |
| 1958                             | 2                                | Grigori Petrovski, Ivan Tevosjan |
| 1959                             | 1                                | Gleb Krzjizjanovski |
| 1960                             | 2                                | Igor Koertsjatov, Mitrofan Nedelin |
| 1961                             | 1                                | Michail Chroenitsjev |
| 1962                             | 3                                | Aleksej Antonov, Andrej Chroeljov, Boris Vannikov |
| 1963                             | 2                                | Nikolaj Dygaj, Vladimir Koetsjerenko |
| 1964                             | 2                                | Sergej Birjoezov, Otto Ville Kuusinen |
| 1965                             | 2                                | Frol Kozlov, Sergej Koerasjov. |
| 1966                             | 4                                | Nikolaj Ignatov, Sergej Koroljov, Aleksandr Roedakov, Jelena Stasova                                                                                        |
| 1967                             | 2                                | Vladimir Komarov, Rodion Malinovski |
| 1968                             | 6                                | Joeri Gagarin, Vladimir Serjogin, Kirill Meretskov, Konstantin Rokossovski, Vasili Sokolovski, Nikolaj Voronov                                              |
| 1970                             | 3                                | Nikolai Sjvernik, Semjon Timosjenko, Andrej Jerjomenko |
| 1971                             | 1                                | Sojoez 11-bemanning (Georgi Dobrovolski, Viktor Patsajev, Vladislav Volkov)                                                                                 |
| 1972                             | 2                                | Nikolaj Krylov, Matvej Zacharov |
| 1973                             | 1                                | Ivan Konev |
| 1974                             | 1                                | Georgi Zjoekov |
| 1976                             | 2                                | Andrej Gretsjko, Ivan Jakoebovski |
| 1977                             | 1                                | Aleksandr Vasilevski |
| 1978                             | 2                                | Mstislav Keldysj, Fjodor Koelakov |
| 1980                             | 1                                | Aleksej Kosygin |
| 1982                             | 1                                | Ivan Bagramjan |
| 1983                             | 1                                | Arvīds Pelše |
| 1984                             | 2                                | Leonid Kostandov, Dmitri Oestinov |

| individuele graven (1946-1985) | individuele graven (1946-1985) | individuele graven (1946-1985) |
| jaar                           | naam                           | beeldhouwer                    |
| ------------------------------ | ------------------------------ | ------------------------------ |
| 1919                           | Jakov Sverdlov                 | Sergej Merkoerov, 1946         |
| 1925                           | Michail Froenze                | Sergej Merkoerov, 1946         |
| 1926                           | Feliks Dzerzjinski             | Sergej Merkoerov, 1946         |
| 1946                           | Michail Kalinin                | Sergej Merkoerov, 1946         |
| 1948                           | Andrej Zjdanov                 | Sergej Merkoerov, 1948         |
| 1961                           | Jozef Stalin (d. 1953)         | Nikolaj Tomski, 1970           |
| 1969                           | Kliment Vorosjilov             |                                |
| 1973                           | Semjon Boedjonny               | Nikolaj Tomski, 1975           |
| 1982                           | Leonid Brezjnev                | Ioeljan Roekavisjnikov         |
| 1982                           | Michail Soeslov                | Ioeljan Roekavisjnikov         |
| 1984                           | Joeri Andropov                 |                                |
| 1985                           | Konstantin Tsjernenko          |                                |

## Mausoleum
In 1925 werd een mausoleum gebouwd voor de in 1924 overleden Vladimir Lenin. Van 1953 tot 1961 was ook Jozef Stalin hier bijgezet. Deze laatste werd daarna herbegraven bij de muur.